# ハリケーン用避難経路

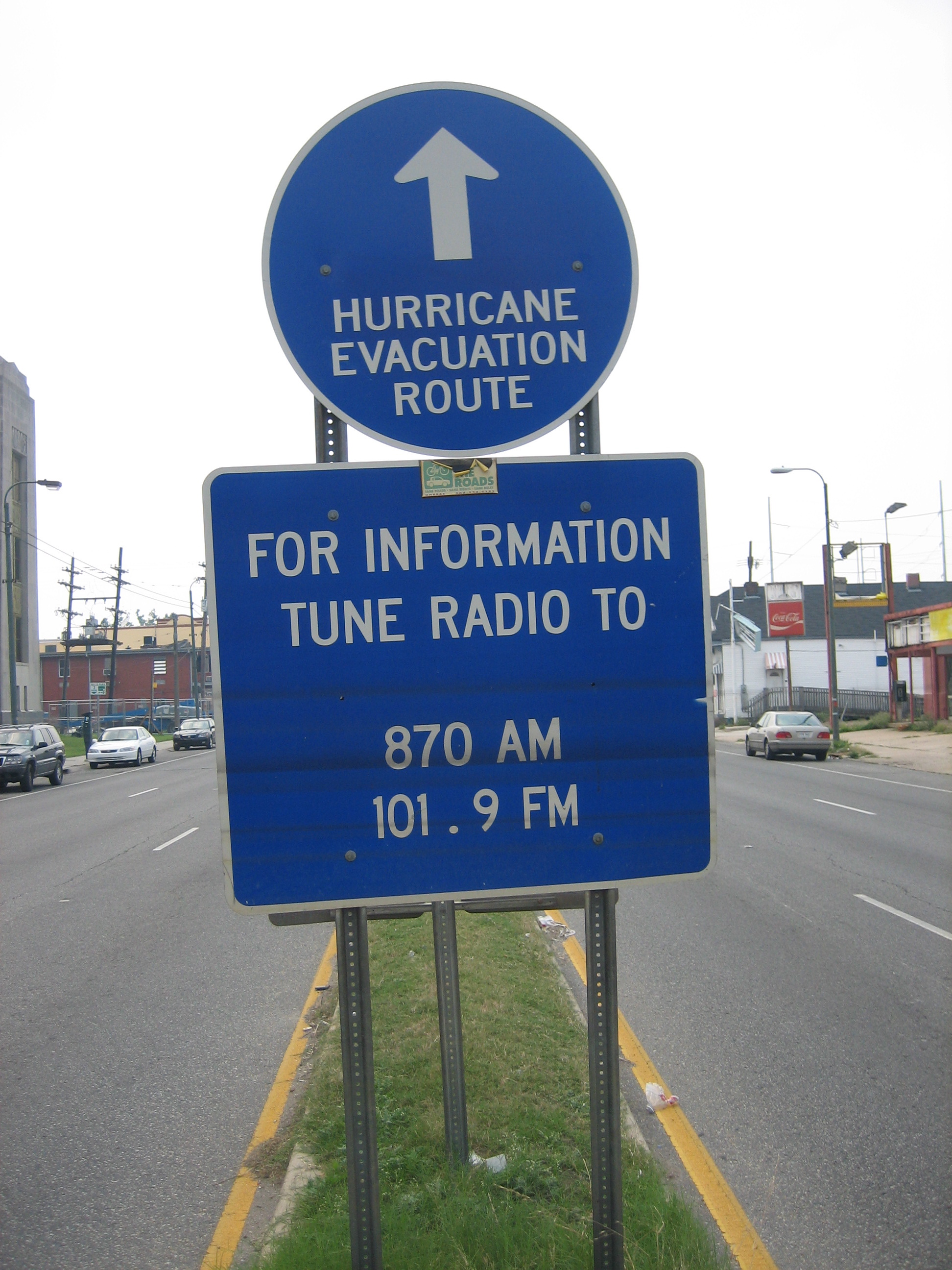
ハリケーン用避難経路を示す標識。ルイジアナ州ニューオーリンズにて。カトリーナの被害を受けて立てられたもの。標識の下にはラジオ局WWLまたは姉妹局のWLMGでハリケーンや避難に関する情報を得られる旨を案内している。

ハリケーン用避難経路（ハリケーンようひなんけいろ）は、アメリカ合衆国の高速道路のうちハリケーンから避難するために特別に指定を受けている道路である。
メキシコ湾岸では北や西に向かう道路が避難経路に指定されている。案内に沿って道なりに進むと、直近の安全な都市まで避難できる。その距離は時に数百マイルに及ぶこともある。大西洋岸の場合には西へと進む。避難経路には青地の標識が建てられており矢印に沿って進むと安全に避難できる。避難が大規模になる場合には、特に州間高速道路において上下線の間に渡り線が設けられていて、南行きの車線を北行きに、東行きの車線を西行きに切り替えて大量の避難車両を捌けるようにしてある。但しそれでも渋滞が生じてしまうことがある。

## 採用する州
下記の州では標識を建てて避難経路を分かりやすく案内している。
- テキサス州
- フロリダ州
- ルイジアナ州
- ジョージア州
- サウスキャロライナ州
- ノースキャロライナ州
- ヴァージニア州
- ミシシッピ州
- アラバマ州
- ニュージャージー州
- デラウェア州
- メリーランド州